# 石围塘站 (铁路)
石围塘站是广茂铁路线上的一座已停用的二等站，位于广东省广州市荔湾区石围塘路，于1903年投入使用，是广州现存最古老的火车站，隶属中国铁路广州局集团肇庆车务段管辖。现时该站不办理客货运服务。

## 历史

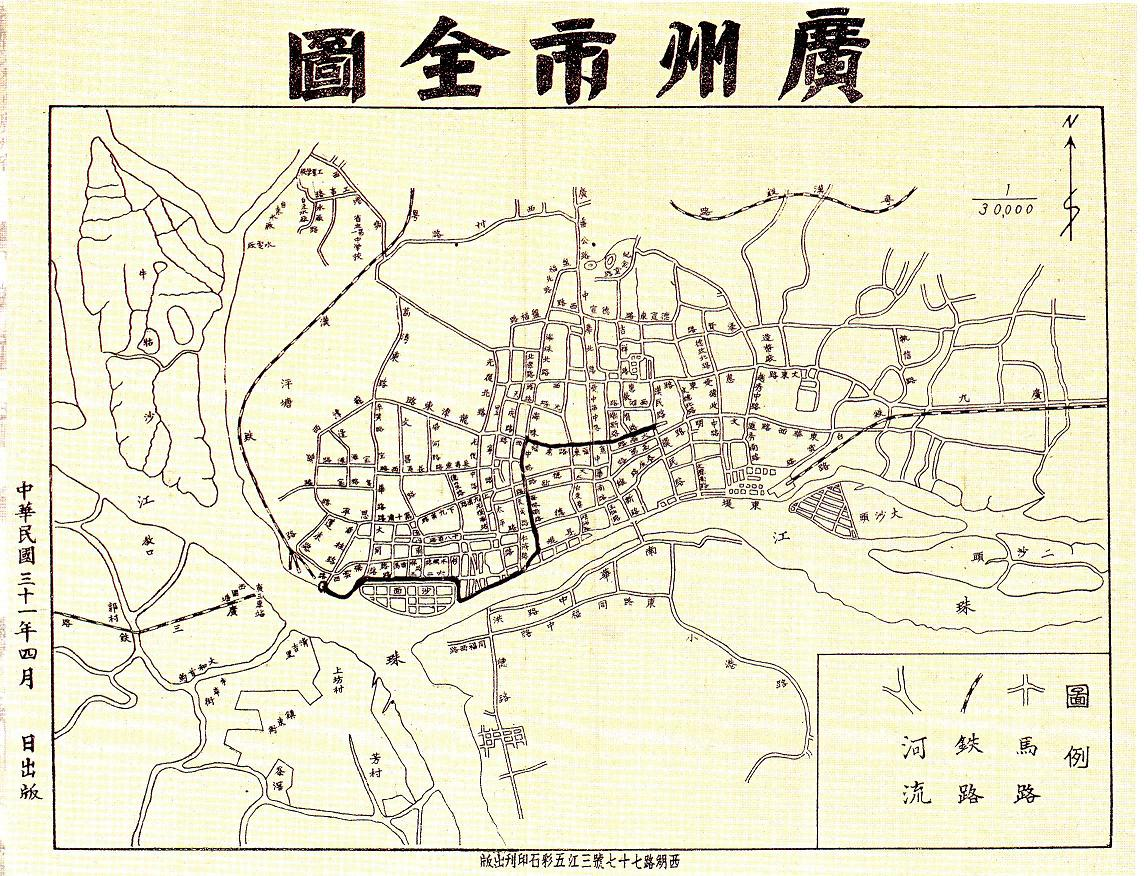
1942年“广州市全图”，可見石圍塘站、粵漢鐵路終點站广州南站与广九铁路终点站大沙头站

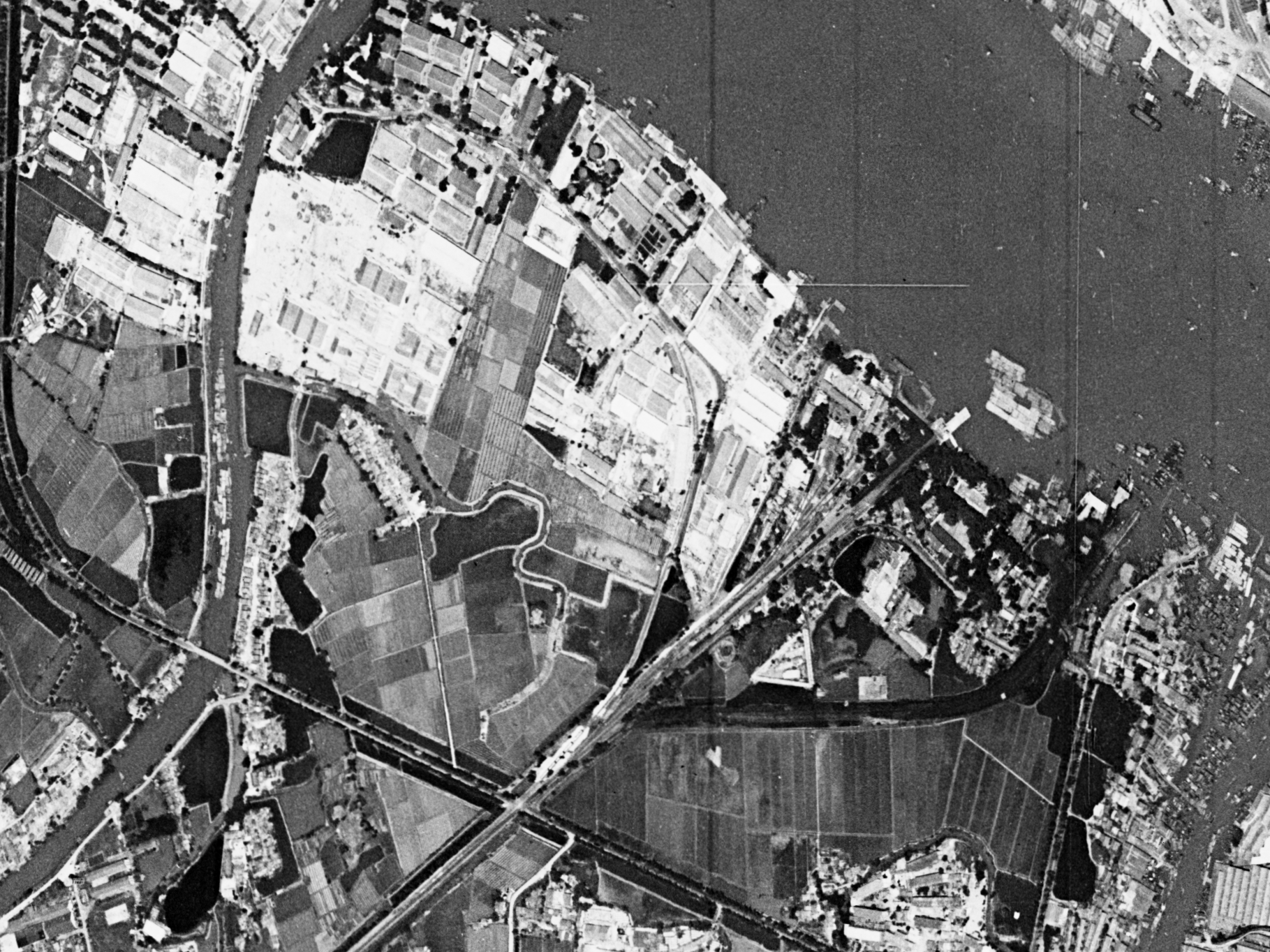
车站卫星图（1966年）

石围塘站原为广三铁路的起点车站，选址设在珠江交叉口东南岸的原芳村石围塘，由美国合兴公司于1901年11月动工兴建，1903年9月建成投入使用。建成初期车站只提供客运，不办理货物托运，由于石围塘与城区之间没有桥，进出的旅客只能沿着车站遮阳避雨的雨棚直接走进码头，摆渡过江。抗日战争爆发后，工人们为防日军利用铁路，连夜施工将石围塘站至佛山站的双轨拆去一轨；佛山站至三水站的路轨则全段拆除，战后始重新铺设，于民国35年（1946年）9月全线恢复通车。而在国共内战期间，石围塘站也开展了护厂护路的斗争，一些工人还将渡江轮船的机器拆掉，阻止国民党军队外逃。
中华人民共和国成立后，广三铁路成为连接广州与佛山的唯一陆路通道，石围塘站的客运业务日趋发达。逢春节期间每天最可有44趟车往来，客流量最高时一天近8万人次，车站营业时间从每天早上5时30分的首班车至晚上9时30分的末班车止。1955年起，石围塘站开始兼营货运。1960年，公路、铁路两用的桥梁珠江大桥建成通车，广三铁路的起点延至大沙头火车站，石围塘站则由主要的铁路客运站逐渐转型至货运站，1992年3月，该站停止办理客运业务。

### 近况
2023年前石围塘站仍保留货运业务，日均到达380车，最高记录600车；日均发送100车、最高记录140车，为广州铁路集团下属的主要货运站场。自2013年广钢集团白鹤洞区厂址停产后，石围塘站的货运业务已大幅减少。
现存的石围塘站场已历经多次改建，为数甚多的旧建筑物已不复存在，标志性的蒸汽机车水塔也于2002年被拆除。而孙中山下令在石围搪广场建造的纪念被陈炯明杀害的广三铁路局局长夏仲民的铜像也已被毁。该站完整地留下的几处百年建筑物还有：80米长顶部配有钢架鱼骨顶棚的站台、有道岔信号灯和终点警示牌的调转车头的铁轨、建于1922年的当时该站处长的住处以及当时局长的居住地广三铁路别墅“八角楼”。
同时，石围塘站也成为广州摄影爱好者作为具怀旧风格的外拍场所，几乎每月都有电影厂、电视剧组来该站取景拍摄。
因广茂铁路广州站至街边站区间将进行改建成为广湛高铁的一部分，石围塘站于2023年7月5日起停止货运服务。至于车站用地如何改造暂无公开规划。

## 图集

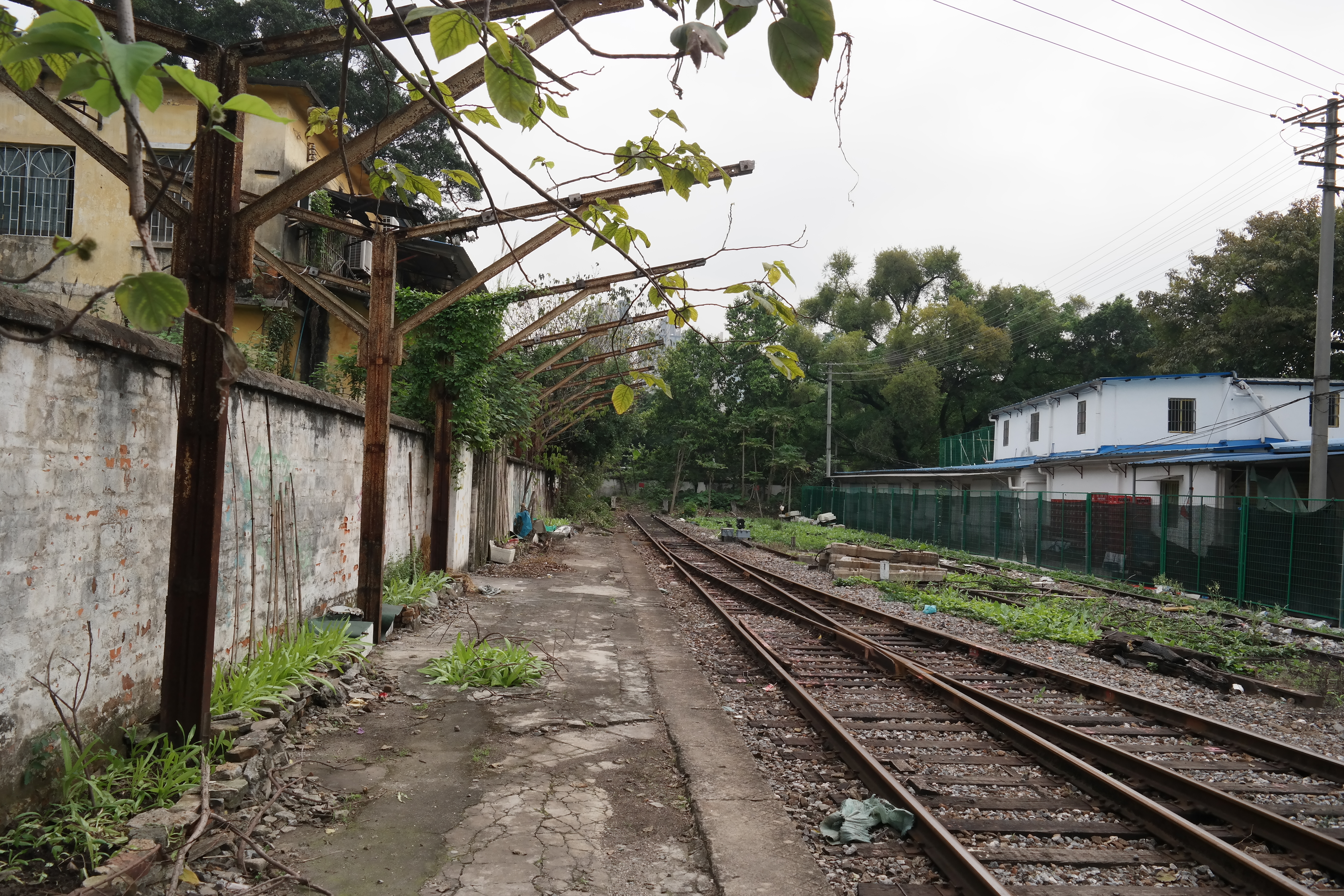
遗留的80米長頂部配有鋼架魚骨頂棚的站台
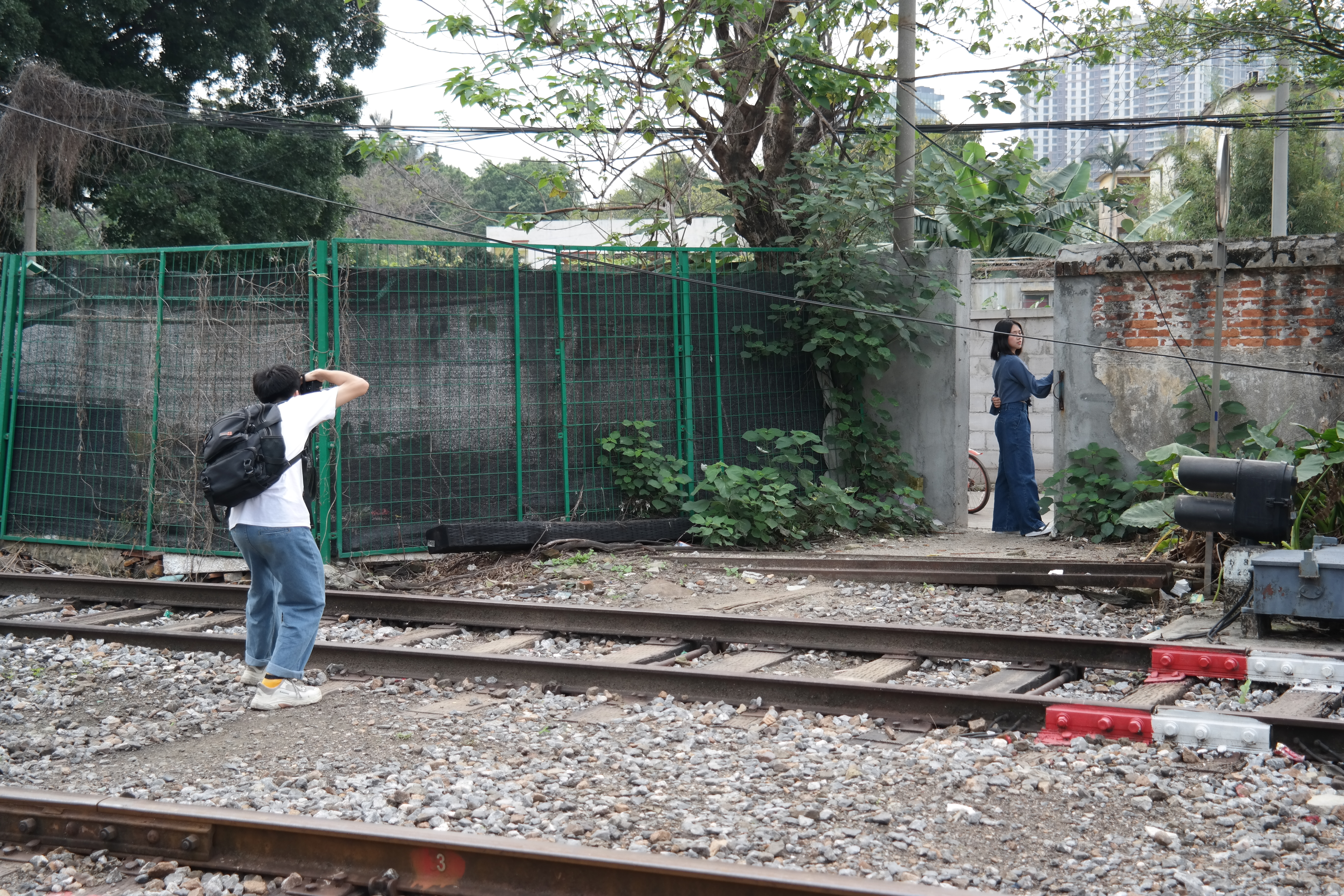
年轻人在石围塘站取景拍照
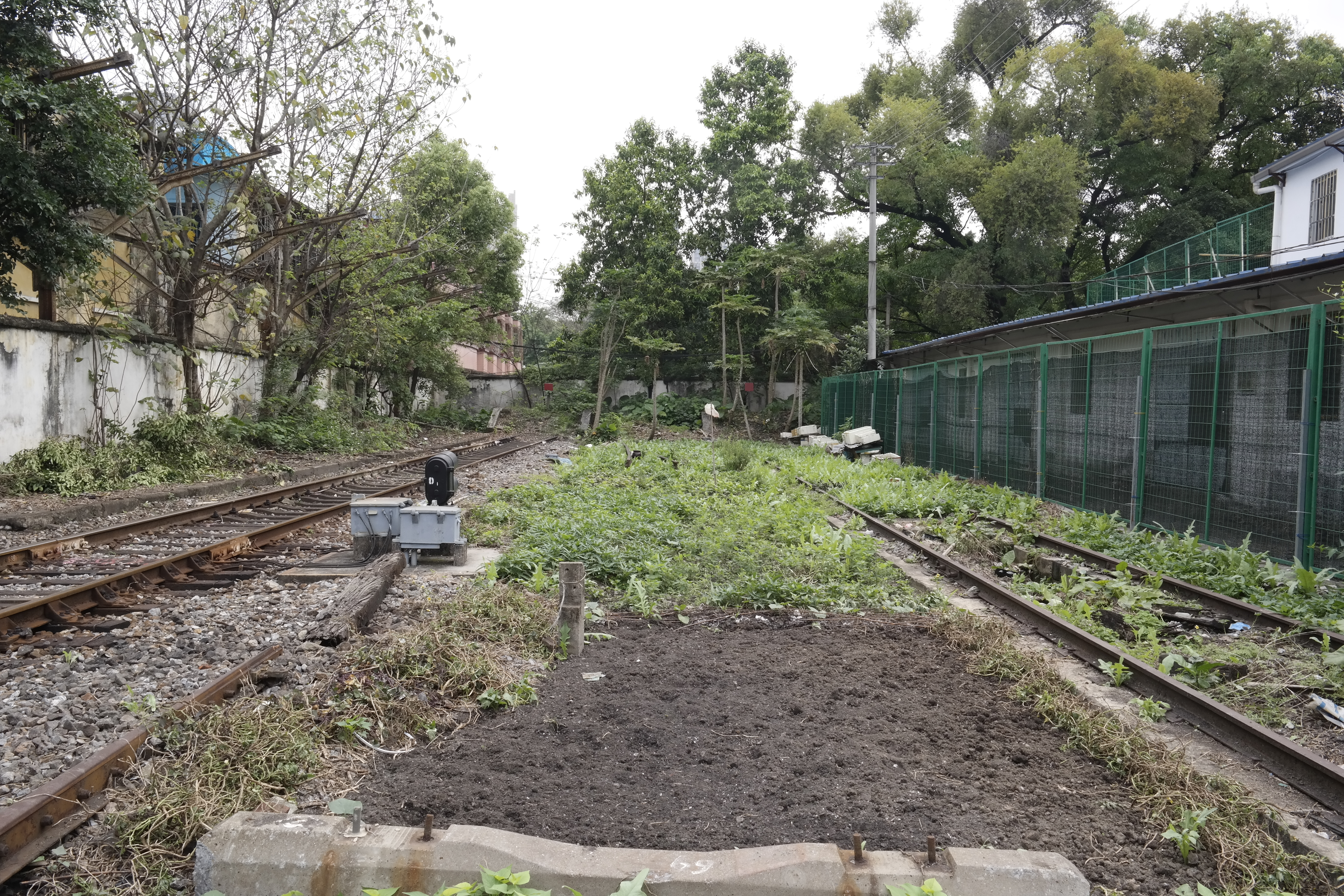
轨道末端成为菜园